# Plac Senacki (Petersburg)
Plac Senacki (ros. Сенатская площадь) – plac miejski w Petersburgu, położony naprzeciwko Soboru św. Izaaka. Początkowo plac nosił imię Piotra Wielkiego, aż do roku 1925, kiedy przemianowano jego nazwę na plac Dekabrystów (ros. Площадь Декабристов) – na pamiątkę faktu, iż właśnie tu, 26 grudnia 1825 r., rozpoczęło się powstanie dekabrystów. Nazwa ta utrzymywała się aż do 29 lipca 2008 roku, kiedy to nadano placu obecną nazwę. Plac graniczy od wschodniej strony z Budynkiem Admiralicji, natomiast na samym placu znajduje się pomnik Piotra I (Jeździec miedziany).